# Подкурок
Подкурок — річка в РФ, протікає в  Ставропольському краї. Частково утворює адміністративний кордон з Кабардино-Балкарією. Подкурок впадає в Куру праворуч. Довжина річки становить 31 км, площа водозбірного басейну — 156 км².

## Дані водного реєстру
За даними  державного водного реєстру Росії відноситься до  Західно-Каспійського басейнового округу, водогосподарська ділянка річки —  Кума, річковий подбасейн відсутній. Річковий басейн річки — безстічні райони межиріччя Терека, Дону і Волги .
За даними геоінформаційної системи водогосподарського районування території РФ, підготовленої  Федеральним агентством водних ресурсів :
- Код водного об'єкта в державному водному реєстрі - 07010001212108200004296
- Код гідрологічної вивченості — 108 200 429
- Код басейну — 07.01.00.012
- Номер тому гідрологічної вивченості — 08
- Випуск гідрологічної вивченості — 2